# Клейтон, Адам (футболист)
Адам Клейтон (англ. Adam Stephen Clayton; 14 января 1989, Манчестер) — английский футболист, полузащитник клуба «Брэдфорд Сити».

## Клубная карьера

### «Манчестер Сити»
Адам — воспитанник футбольной Академии «Манчестер Сити», с которым в 2007 году подписал первый профессиональный контракт. В сезоне 2008/09 Клейтон начал привлекаться в основную команду, несколько раз оказывался на скамейке запасных, но так и не дебютировал в составе «горожан».
2 ноября 2009 года полузащитник отправился в аренду в клуб Лиги Один «Карлайл Юнайтед» и спустя несколько дней в кубковом матче против «Моркама» (2:2) совершил свой дебют в профессиональном футболе. 10 ноября Адам забил свой первый гол на взрослом уровне, поразив ворота «Честерфилда» в игре на Трофей Футбольной лиги. В январе 2010 года аренда Клейтона была продлена до конца сезона.

### «Лидс Юнайтед»
6 августа 2010 года полузащитник на правах месячной аренды присоединился к клубу Чемпионшипа «Лидс Юнайтед». На следующий день Клэйтон дебютировал в составе «павлинов», появившись на замену в матче с «Дерби Каунти» (1:2). 31 августа 2010 Клейтон подписал постоянный контракт с «Лидсом».
19 ноября 2010 года для получения игровой практики полузащитник отправился в аренду в клуб Лиги Один «Питерборо Юнайтед», в котором провёл 2 месяца. В январе футболист вернулся в расположение «Лидса», однако 24 марта 2011 года снова уехал в аренду — в клуб «Милтон-Кинс Донс».
Перед началом сезона 2011/12 «Лидс» покинули полузащитники Нил Килкенни и Брэдли Джонсон, в результате чего Клэйтон получил место в основном составе клуба. В матче-открытии чемпионата против «Саутгемптона» он вышел в стартовом составе и заработал пенальти для своей команды. А 21 августа Адам забил первый гол за «Лидс», поразив ворота «Вест Хэм Юнайтед» и принеся своему клубу ничейный результат (2:2).
Проведя по итогам сезона 37 матчей и забив 6 голов, Клейтон вызвал интерес нескольких клубов Премьер-Лиги, однако выразил желание остаться в «Лидсе». Стороны вели переговоры о продлении контракта, но не сумели договориться по заработной плате, и в итоге новый менеджер «Лидса» Нил Уорнок выставил футболиста на трансфер.

### «Хаддерсфилд Таун»
6 июля 2012 года Клэйтон подписал 3-летний контракт с новичком Чемпионшипа — клубом «Хаддерсфилд Таун», который возглавлял его бывший тренер Саймон Грейсон. Сумма трансфера составила £350 тыс. 13 августа Адам дебютировал за «терьеров» во встрече Кубка Лиги с «Престоном» (0:2), а 1 сентября забил свой первый гол за «Хаддерсфилд», открыв счёт в выездном матче против «Ипсвич Таун» (2:2).
За два года Клейтон стал ключевым футболистом «Хаддерсфилда», проведя 92 игры и забив 12 голов, а по итогам сезона 2013/14 был признан Лучшим игроком команды.

### «Мидлсбро»
13 августа 2014 года Клейтон за £1,5 млн перешёл в «Мидлсбро», подписав с клубом 4-летний контракт. В качестве части сделки в «Хаддерсфилд Таун» проследовал полузащитник «Боро» Джейкоб Баттерфилд. Адам быстро стал основополагающим игроком «речников», составив связку в центре поля с капитаном команды Грантом Лидбиттером.
28 ноября 2015 года Клейтон забил свой первый гол в составе «Боро», поразив ворота своего бывшего клуба «Хаддерсфилда» в победной встрече (2:0). 7 мая 2016 года в заключительном матче чемпионате против «Брайтон энд Хоув Альбион» Адам вместе с «Мидлсбро» оформил выход в Премьер-Лигу.

## Международная карьера
Адам вызывался в сборную Англии (до 20 лет) и в её составе принимал участие в молодёжном Чемпионате мира-2009.

## Достижения
«Хаддерсфилд Таун»
- Игрок года: 2014

«Мидлсбро»
- Вице-чемпион Футбольной лиги Англии: 2015/16
- Игрок года: 2016